# Q (漫画)
『Q［クー］』は、シヒラ竜也による日本の漫画作品。集英社の漫画雑誌『ウルトラジャンプ』にて2014年6月号から2016年1月号まで連載された。

## 概要
突如、世界の空に出現した「ソラリス」と呼ばれる存在が、怪物「デミ」を産み落して人類の脅威として君臨した世界。壊滅した世界に築かれた人類の生存圏で、芹沢レムはゴシップネタの売買を生業として孤児達を養う日々を送っていたが、ある日デミに歩を進める少女「Q（クー）」に遭遇する。

## 登場人物

### 主要人物
Q（クー）

芹沢レム（せりざわ レム）

### 国防軍
レオ大佐

### U7
東城エルム・アルセーニエ（とうじょう エルム・アルセーニエ）

沖士ジュン

ユエン・イーファ

ティセ・トロイマン

### その他
群待イリヤ（むらまつ イリヤ）

マナ

トト

サンゴ

キノ

キュー

恒星観測員
ソラリス（ペペラッシ）の主。

## 書誌情報
- シヒラ竜也 『Q［クー］』 集英社〈ヤングジャンプ・コミックス・ウルトラ〉、全4巻
  1. 2014年9月24日第1刷発行（9月19日発売[集 1]）、ISBN 978-4-08-890056-8
  2. 2015年3月24日第1刷発行（3月19日発売[集 2]）、ISBN 978-4-08-890134-3
  3. 2015年9月23日第1刷発行（9月18日発売[集 3]）、ISBN 978-4-08-890259-3
  4. 2016年3月23日第1刷発行（3月18日発売[集 4]）、ISBN 978-4-08-890364-4